# 延平郷
延平郷（イェンピン/えんぺい-きょう）は台湾台東県の郷。

## 地理
延平郷は台東県西部中段に位置し、北は海端郷と、北及び東は鹿野郷と、東は東河郷と、西は高雄市茂林区、屏東県霧台郷と、南は卑南郷とそれぞれ接している。中央山脈に位置し、全面積の95%が山地となっており、平均海抜も400m以上となっている。住民の多くは原住民であるブヌン族が占めている。

## 歴史
延平郷は古くからルカイ族の猟場であったが、清代の嘉慶年間、南投一帯の山地に居住していたブヌン族が移住し現在の住民の祖先となった。日本統治時代、この地は台東庁関山郡の蕃地に指定され、警察による管理が行なわれていた。1941年にブヌン族は現在の鷺山村に移住させられた。戦後は台東県鹿野郷の一部とされたが、1946年に分割され、「延平郡王鄭成功」にちなみ「延平」と命名され現在に至っている。

## 行政区
| 村                                     |
| -------------------------------------- |
| 桃源村、紅葉村、永康村、武陵村、鸞山村 |

## 歴代郷長
| 代 | 氏名 | 任期 |
| -- | ---- | ---- |

## 教育

### 国民中学
- 台東県立桃源国民中学

### 国民小学
- 台東県立桃源国民小学
- 台東県立紅葉国民小学
- 台東県立武陵国民小学
- 台東県立鸞山国民小学

## 交通
| 種別 | 路線名称         | その他   |
| ---- | ---------------- | -------- |
| 省道 | 台9線            | 花東公路 |
| 県道 | 県道197号 (台湾) |          |

## 観光

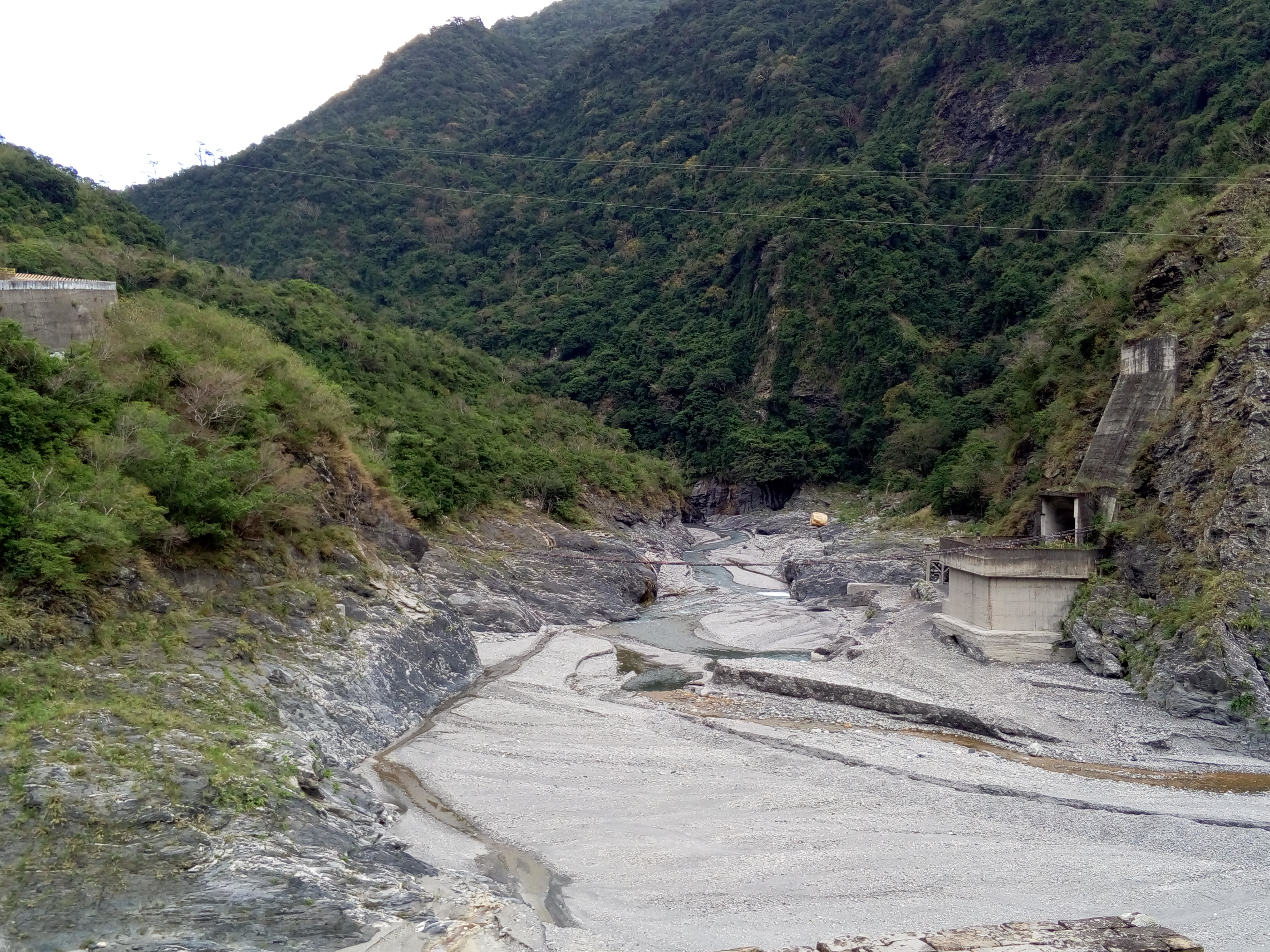
紅葉翠谷の清水吊橋と卑南上圳取水口の遠景

- 紅葉少棒（中国語版）紀念館
- 紅葉温泉
- ブヌン部落屋
- ブヌン族射耳祭
- 松楓橋
- 鹿鳴吊橋